# Пилипенко, Виктор Васильевич (советский деятель)
Виктор Васильевич Пилипенко ( 16 июня 1934, село Ольшаница, теперь Рокитнянского района Киевской области - 9 апреля 2016) — украинский советский деятель, начальник Дунайского и Черноморского пароходств. Депутат Верховного Совета УССР 10-12-го созывов. Член ЦК КПУ в 1990—1991 г.

## Биография
Родился в семье служащего. Окончил Одесский институт инженеров морского флота, инженер-эксплуатационник.
Член КПСС с 1958 года.
В 1958—1968 годах — инженер отдела пассажирских перевозок, диспетчер службы эксплуатации, главный диспетчер, начальник службы эксплуатации Дальневосточного пароходства.
В 1968—1975 годах — начальник Северо-Восточного управления морского флота СССР.
В 1975—1976 годах — начальник Ренийского морского торгового порта Одесской области.
В 1976—1977 годах — заместитель начальника Советского Дунайского пароходства.
В 1977—1986 годах — начальник Советского Дунайского пароходства.
В 1986—1992 годах — начальник Черноморского морского пароходства.
В 1992—1996 годах — президент Государственной администрации морского транспорта Украины.
С 1996 года — на пенсии в городе Одесса.

## Награды
- орден Трудового Красного Знамени
- орден Октябрьской Революции
- орден Дружбы народов
- орден Знак Почета
- медали
- почетный работник морского флота СССР